# Dolomiti
Dolomiti so gorovje v severni Italiji. Nahajajo se v severni Italiji v pokrajinah Bocen, Trento in Belluno in se raztezajo od reke Adiže na zahodu do doline Piave (Cadore) na vzhodu. Severna in južna meja sta Pustriška dolina in Val Sugana.
Območje je razdeljeno na vzhodne in zahodne Dolomite, enoti sta ločeni z linijo Gadertal—prelaz Campolongo—dolina Cordevole (Agordino). Ime Dolomiti izvira iz imena francoskega mineraloga Déodata de Dolomieuja (1750–1801), ki je prvi opisal mineral dolomit. 
V Dolomitih se nahaja veliko znanih smučarskih središč, na primer Cortina d'Ampezzo, Alta Badia in druga.
| Seznam najvišjih vrhov       | Seznam najvišjih vrhov | Seznam najvišjih vrhov         | Seznam najvišjih vrhov |
| Ime                          | Višina (m)             | Ime                            | Višina (m)             |
| ---------------------------- | ---------------------- | ------------------------------ | ---------------------- |
| Marmolada                    | 3344                   | Pala di San Martino            | 2996                   |
| Antelao                      | 3263                   | Rosengartenspitze              | 2981                   |
| Tofana di Mezzo              | 3241                   | Marmarole                      | 2961                   |
| Sorapiss                     | 3229                   | Cima di Fradusta               | 2941                   |
| Monte Civetta                | 3220                   | Fermedaturm                    | 2867                   |
| Vernel                       | 3145                   | Cima d'Asta                    | 2848                   |
| Monte Cristallo              | 3199                   | Cima di Canali                 | 2846                   |
| Cima di Vezzana              | 3191                   | Croda Grande                   | 2839                   |
| Cimon della Pala             | 3186                   | Vajoletturm (najvišji)         | 2821                   |
| Langkofel                    | 3178                   | Sass Maor                      | 2816                   |
| Pelmo                        | 3169                   | Cima di Ball                   | 2783                   |
| Dreischusterspitze           | 3162                   | Cima della Madonna (Sass Maor) | 2751                   |
| Boespitze (Sellagruppe)      | 3152                   | Rosetta                        | 2741                   |
| Croda Rossa (Hoher Caisl)    | 3148                   | Croda da Lago                  | 2716                   |
| Piz Popena                   | 3143                   | Central Grasleitenspitze       | 2705                   |
| Elferkofel                   | 3115                   | Schlern                        | 2562                   |
| Grohmannspitze (Langkofel)   | 3111                   | Sasso di Mur                   | 2554                   |
| Zwölferkofel                 | 3091                   | Cima delle Dodici              | 2338                   |
| Sass Rigais (Geislerspitzen) | 3027                   | Monte Pavione                  | 2336                   |
| Drei Zinnen                  | 3003                   | Cima di Posta                  | 2235                   |
| Kesselkogel (Rosengarten)    | 3001                   | Monte Pasubio                  | 2232                   |
| Fünffingerspitze             | 2997                   |                                |                        |

| Passo d'Ombretta (Campitello - Caprile), pešpot                          | 2738 |
| Langkofeljoch (Val Gardena - Campitello), pešpot                         | 2683 |
| Tschagerjoch (Karersee - Vajolet Glen), pešpot                           | 2644 |
| Grasleiten Pass (Vajolet Glen - Grasleiten Glen), pešpot                 | 2597 |
| Passo di Pravitale (Rosetta Plateau - Pravitale Glen), pešpot            | 2580 |
| Passo delle Comelle (do Cencenighe), pešpot                              | 2579 |
| Passo della Rosetta (San Martino di Castrozza - Rosetta plateau), pešpot | 2573 |
| Vajolet Pass (Tiers - Vajolet Glen), pešpot                              | 2549 |
| Passo di Canali (Primiero - Agordo), pešpot                              | 2497 |
| Tierseralpljoch (Campitello - Tiers), pešpot                             | 2455 |
| Passo di Ball (San Martino di Castrozza - Pravitale Glen), pešpot        | 2450 |
| Forcella di Giralba (Sexten - Auronzo), pešpot                           | 2436 |
| Col dei Bos (Falzarego Glen - Travernanzes Glen), pešpot                 | 2313 |
| Forcella Grande (San Vito - Auronzo), pešpot                             | 2262 |
| Pordoi Pass (Caprile - Campitello), cesta                                | 2250 |
| Passo Giau (Cortina - Fiorentina), cesta                                 | 2236 |
| Sellajoch (Groden Glen - Campitello), cesta                              | 2218 |
| Tre Sassi Pass (Cortina - St Cassian), pešpot                            | 2199 |
| Mahlknechtjoch (Upper Duron Glen - Seiser Alp), pešpot                   | 2168 |
| Grödnerjoch (Gröden Glen - Colfuschg), cesta                             | 2137 |
| Falzarego Pass (Caprile - Cortina), cesta                                | 2117 |
| Fedaja Pass (Campitello - Caprile), jezdna pot                           | 2046 |
| Passo di Valles (Paneveggio - Cencenighe), pešpot                        | 2032 |
| Rolle Pass (Predazzo - San Martino di Castrozza in Primiero), cesta      | 1984 |
| Forcella Forada (Caprile - San Vito), jezdna pot                         | 1975 |
| Passo di San Pellegrino (Moena - Cencenighe), manjša cesta               | 1910 |
| Forcella d'Alleghe (Alleghe - Zoldo Glen), pešpot                        | 1820 |
| Tre Croci Pass (Cortina - Auronzo), cesta                                | 1808 |
| Passo di Costalunga ali Karerpaß (Nova Levante - Vigo di Fassa), cesta   | 1753 |
| Monte Croce Pass (Innichen in Sexten - Piava in Belluno), cesta          | 1638 |
| Ampezzo Pass (Toblach - Cortina in Belluno), cesta                       | 1544 |
| Cereda Pass (Primiero - Agordo), jezdna pot                              | 1372 |
| Toblach Pass (Bruneck - Lienz), železnica                                | 1209 |